# Paradella garsonorum
Paradella garsonorum är en kräftdjursart som beskrevs av Regina Wetzer och Bruce 2007. Paradella garsonorum ingår i släktet Paradella och familjen klotkräftor. Inga underarter finns listade i Catalogue of Life.